# Kalevala
A Kalevala finn nemzeti eposz, melyet a finn népköltészet elsősorban karjalai eredetű hősi és epikus énekeiből állított össze Elias Lönnrot. Az eposz az általa éveken át gyűjtött folklóranyag logikailag egymáshoz kapcsolható dalaiból áll.
A 19. században Finnországot is utolérte a nacionalizmus szele, ennek eredményeként született meg a Kalevala, a finn teremtéstörténet.
A mű és általa maga a finn nyelv is jelentős hatást gyakorolt a modern angolszász irodalomra és populáris kultúrára, elsősorban Tolkien A Gyűrűk Ura című műve révén. A modern magyar költészetre gyakorolt hatása is szinte fölmérhetetlen annak köszönhetően, hogy József Attila fejből tudta Vikár Béla fordítását, így a kalevalai dalkincs mélyen beépülhetett életművébe. Az eposz olyan jelentős alkotásain hagyta rajta nyomát, mint az Óda vagy a teljes Medvetánc kötet, mely címével is megidézi a Kalevalai medvetor jeleneteit.

## Kialakulása
F. A. Wolf tételezte fel azt, hogy a görög királyi udvarban a megelőző korokban keletkezett sok hősi énekből Peiszisztratosz türannisza idején állította össze Homérosz az Iliászt és az Odüsszeiát. Turkuban, 1812-ben Carl Axel Gottlund hívta fel a kortárs irodalmárok figyelmét a „Svensk Literatur-Tidning” lapban: Ha Finnország ifjú írói megpróbálnák művelni a hazai irodalmat, a régi nemzeti énekeket összegyűjtenék, belőlük eposz, dráma vagy más születne. 1818–1821 között két kötetnyi népdalt közölt saját gyűjtéséből.

## Változatok
Első változata az Ős-Kalevala, mely 1833-ból való és 16 éneket (ún. rúnót) tartalmaz (de ez csak Lönnrot halála után, 1891-ben jelent meg).
1835. február 28-án – ezen az emlékezetes napon, amelyet máig a Kalevala napjának neveznek Finnországban – Lönnrot megjelentette az eposz második változatát, a 32 rúnóból álló ún. Régi-Kalevalát, amely már tökéletesen megfelelt a kortársak naiv finn őseposzról alkotott elképzeléseinek. A Régi-Kalevala világsikere kiemelte a finneket az ismeretlen népek sorából, hozzájárult a finn nyelv fejlődéséhez, a finn nemzeti öntudat erősödéséhez.

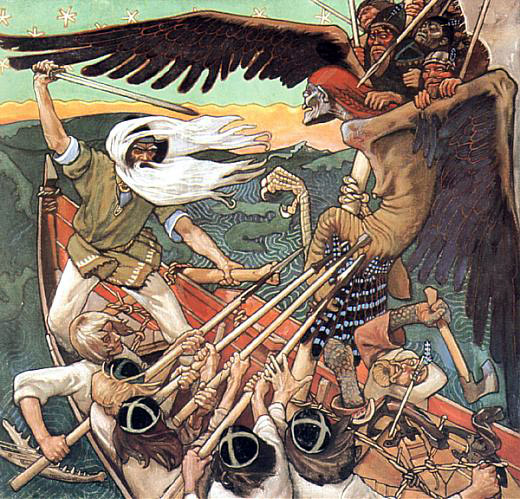
Akseli Gallen-Kallela
A Szampó védői (Kalevala-illusztráció)

Ezt követően Elias Lönnrot a karjalai eposzba más finn területek népi énekeit is beledolgozta, így készült el a végleges – ma is ismert – változat, az 50 éneket tartalmazó Új-Kalevala 1849-ben.

## A Kalevala cselekménye, szereplői
A Kalevala szó jelentése: Kaleva-lak, azaz Kaleva földje, Finnország. Az eposz verses történetei a nép ősi életéről, világról alkotott elképzeléseiről, a rendkívüli képességekkel rendelkező hősökről szólnak.
A világ teremtésével kezdődik, a kereszténység finnországi térhódításával zárul. Két törzs: Kalevala és Pohjola (Dél és Észak) küzd egymással folyton folyvást. A végén Vejnemöjnen, a dalos, Ilmarinen, a kovács és Lemminkejnen hazája, Kalevala, győz. Észak leányának hatszor(!) kérik meg a kezét. Négy rabló- és bosszúhadjáratot vezetnek Pohjolába. Megülnek két nagy ünnepet, egy lakodalmat és egy medvetort; építenek két kantelét: egyet csukacsontból, a másikat nyírfából. Gyógyítanak: vérzést állítanak, égést csillapítanak, betegséget orvosolnak. Független szál a Föld bevetése, a Nagy tölgy, Joukahajnen és huga, Ainó regéje, a Kullervo-énekek, Marjattáról és fiáról (Mária-Jézus) rege.
Lönnrot kivette szövegéből a keresztény jelleget, a jelenre utalást. Változtatta a hősök és kaland-helyek nevét. Különböző műfajokat vegyített. A Régi-Kalevala (1835) 3%-a nem ősköltészet-eredetű. Europaeus, D.E.D., Inkeriben járt gyűjtő, 1855-ben panaszkodik, – Az Új-Kalevala (1849) tele van változatokkal, lényegtelen kitérőkkel. Az elbeszélő és más műfaj vegyítése „foltozásnak” hat; a gondolat-párhuzam meg vontatottnak tűnik. A sorismétlés túlteng. Amit a népdal 2-3-szor mond, azt Lönnrot 4-5-ször ismétli. A Kalevala – jelképpé vált.
Ki ne ismerné Vejnemöjnent, az eposz főhősét, neve szerint a csendes víz istenét, „minden idők énekesé”-t. Olyan világ ez, melyben az emberek nemcsak gyönyörködnek az ének szépségében, hanem hisznek annak varázserejében is.

## Magyar fordítások
A Kalevala később a finn–magyar kapcsolatok alakulásának egyik kiindulópontja lett, ezt igazolja az öt teljes magyar Kalevala-fordítás is.
Az első teljes magyar fordítását (a német változat felhasználásával) Barna Ferdinánd készítette el 1871-ben, a legismertebb fordítás Vikár Béla nevéhez fűződik (megjelent 1909-ben), modern fordítói pedig Nagy Kálmán 1971-ben, Rácz István 1976-ban, és Szente Imre 1987-ben. A Kalevalából Ortutay Gyula válogatásában, Képes Géza rész-fordításaival Kazimir Károly rendezett színi előadást a Thália Színházban. Finnországban is sikert arattak vele. „Emberméretűvé kell változtatnunk a felnagyított hősöket. A 700 éves Vejnemöjnen egyszerű idős ember... A derű, a tisztaság, az időtlenség veszi körül és jellemzi.”
A Régi-Kalevala lefordításával már Reguly Antal is próbálkozott az 1840-es évek elején, de csak az első két éneket fordította le egészen.

### Magyar nyelvű kiadások
- Kalevala. A finnek nemzeti eposza; ford. Barna Ferdinánd; MTA, Pest, 1871
- A Kalevalából. Lemminkäjnen-runók; ford., bev., jegyz. Vikár Béla; Lampel, Bp., 1901 (Magyar könyvtár)
- Kullervó énekei; a finn néphagyomány alapján szerk. Krohn Gyula, ford. Vikár Béla; Hornyánszky, Bp., 1908
- Kalevala; ford., bev. Vikár Béla; MTA, Bp., 1909
- Kalevala. A finnek nemzeti hőskölteménye; finn eredetiből ford., összefoglaló versikék írta Vikár Béla, sajtó alá rend. Gombos László; Lafontaine Irodalmi Társaság, Bp., 1940
- Kalevala. A finn nemzeti hősköltemény; ford. Vikár Béla, tan. Gulyás Pál; Magyar Élet, Bp., 1944
- Kalevala. Szemelvények a karjalai-finn nép eposzából; Elias Lönnrot szerk. Kalevala alapján összeáll., bev. Otto Kuusinen, ford. Vikár Béla; Hungária, Bp., 1950
- Kalevala. Finn népmesék; Vikár Béla ford. alapján feldolg. Szabó Kiss Katalin; Ifjúsági, Bukarest, 1965 (Mesetarisznya)
- Kalevala földjén. Részletek a Kalevalából; szerk. Csehi Gyula, ford., bev., jegyz. Nagy Kálmán; Irodalmi, Bukarest, 1969
- Kalevala; ford. Nagy Kálmán, jegyz. Nagy Kálmánné; Kriterion, Bukarest, 1972
- Kalevala; ford. Rácz István; fordítói, Helsinki, 1976
- Kalevala; ford., tan., fotó Rácz István; Európa, Bp., 1980
- A csodamalom. Mesék a Kalevalából; feldolg. Koczogh Ákos, eredeti versford. Rácz István; Móra, Bp., 1985
- Régi Kalevala Reguly Antal fordítástöredéke; sajtó alá rend., bev., jegyz. A. Molnár Ferenc; Magyar-Finn Kulturális Egyesület, Kecskemét, 1985
- Kalevala; ford. Szente Imre; Nemzedékek, München, 1987
- A Kalevala első runója tíz magyar fordításban; összeáll. Tillinger Péter, tan. Csepregi Márta; Tillinger Péter, Szentendre, 2002
- A csodaszampó. Részletek a Kalevalából; összeáll., ford. Nagy Kálmán; Erdélyi Híradó, Kolozsvár, 2009